# Helmut Berger
Helmut Berger ([ˈhɛlmuːt ˈbɛʁɡɐ]ⓘ), właściwie Helmut Steinberger; ur. 29 maja 1944 w Bad Ischl, zm. 18 maja 2023 w Salzburgu) – austriacki aktor i model. Grywał narcystyczne i seksualnie niejednoznaczne postacie. Był jedną z gwiazd europejskiego kina późnych lat 60. i 70., uważany jest za symbol seksu i ikonę popu tamtego okresu.
Stał się rozpoznawalny dzięki współpracy z Luchino Viscontim, zwłaszcza z roli króla Ludwika II Bawarskiego w Ludwiku (1973), za którą otrzymał specjalną nagrodę Davida di Donatello, oraz z roli Martina von Essenbecka w Zmierzchu bogów (1969), za którą był nominowany do Złotego Globu dla najbardziej obiecującego aktora.

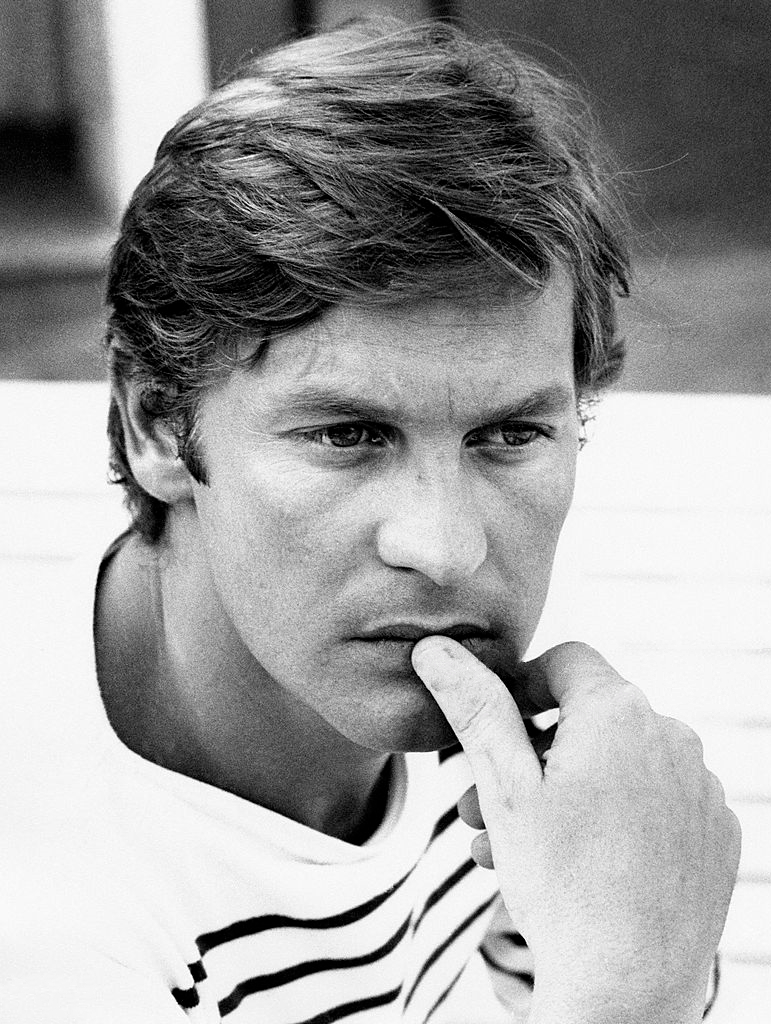
Helmut Berger (1973)

## Wczesne lata
Urodził się w Bad Ischl w Austrii w rodzinie hotelarskiej jako syn Hedwig i Franza Steinbergerów. Pierwsze lata życia spędził głównie z matką, podczas gdy ojciec był w niewoli rosyjskiej. Ojciec powrócił do domu, gdy Helmut miał trzy lata. W 1952 mając osiem lat przystąpił do pierwszej komunii świętej. Swoje dzieciństwo i młodość spędził w Salzburgu, gdzie uczęszczał do szkoły franciszkańskiej Feldkirk College w Feldkirch. Chciał kontynuować naukę w Max Reinhardt Seminar, jednak rodzice się temu sprzeciwili. Dorabiał jako kelner w restauracji „In-Restaurant” przy King’s Road w Chelsea i jednocześnie pobierał lekcje w klasie aktorskiej, a wkrótce pojawił się w mniejszych teatrach.
W wieku osiemnastu lat przeprowadził się do Londynu, gdzie został odkryty przez fotografa dla reklamy i fotografii mody. Po ukończeniu studiów na wydziale dramatycznym na University of Perugia w Perugii, przeniósł się do Rzymu.

## Kariera

### Współpraca z Luchino Viscontim
Karierę aktorską rozpoczął od statystowania we włoskich filmach, w tym Błędne gwiazdy Wielkiej Niedźwiedzicy (Vaghe stelle dell’Orsa), gdzie zauważył go Luchino Visconti. U Viscontiego wystąpił po raz pierwszy w roli młodzieńca przy hotelu w noweli Czarownica spalona żywcem (La Strega bruciata viva) pochodzącej z filmu fabularnego Czarownice (Le streghe, 1967). Wielkie uznanie krytyki i widzów zdobył w przerażająco sugestywnie zagranej tragicznej i odrażającej zarazem kreacji Martina Von Essenbecka, infantylnego i sadystycznego młodzieńca-pedofila o niestabilnej osobowości i perwersyjnych upodobaniach seksualnych, który słaby charakter łączy ze skłonnością do okrucieństwa w dramacie Viscontiego Zmierzch bogów (La caduta degli dei, 1969), za którą zdobył nominację do nagrody Złotego Globu. Do historii kina weszła scena gdy pod pseudonimem „Lola” naśladuje Marlenę Dietrich z filmu Błękitny anioł. 
Kolejna jego rola biseksualnego Ludwika II, króla Bawarii w dramacie biograficznym Viscontiego Ludwik (Ludwig, 1973) została uhonorowana włoską nagrodą David di Donatello. Ostatnią rolą zagraną u Viscontiego była postać perwersyjnego i zepsutego, a jednocześnie subtelnego i wyrafinowanego Konrada w dramacie Portret rodzinny we wnętrzu (Gruppo di famiglia in un interno, 1974).

### Rozwój kariery
Pierwszą swoją rolę ekranową zagrał w dramacie Rogera Vadima Rondo (La Ronde, 1964) z Jane Fondą. Pozował jako fotomodel dla różnych magazynów, w tym „Vogue” (w lipcu 1970) z Marisą Berenson), „Ciné-Revue” (Belgia; 1973). 
Po tytułowej roli w dramacie biograficznym Viscontiego Ludwik (1973), stał się jednym z najbardziej wziętych aktorów europejskich. Z licznych propozycji przyjął rolę playboya Ericha w dramacie Larry’ego Peerce’a Środa popielcowa (Ash Wednesday, 1973) z Elizabeth Taylor i Henry’ego Fondą, co ugruntowało pozycję Bergera w międzynarodowych produkcjach. Wziął udział w sesji zdjęciowej Andy’ego Warhola (1973) i Helmuta Newtona (1984). W erotycznym dramacie wojennym Tinto Brassa Salon Kitty (1976) z Ingrid Thulin o ekskluzywnym domu publicznym w Berlinie Salon Kitty został obsadzony w roli ambitnego nazistowskiego komendanta SS Helmuta Wallenberga. Miał zagrać w dramacie Jerzego Skolimowskiego Stacja końcowa (1976) u boku Piotra Fronczewskiego, ale film został nieukończony.
Grał potem zazwyczaj w filmach klasy B, w tym w ekranizacji powieści Oscara Wilde’a Portret Doriana Graya (Il dio chiamato Dorian, 1970) jako tytułowy bohater.
W sensacyjnym dramacie wojennym Veljko Bulajicia Wielki transport (Veliki transport, 1983) wystąpił w roli pułkownika Glassendorfa. Przez jedenaście odcinków opery mydlanej ABC Dynastia (1983–1984) grał rolę playboya pół krwi Austriaka i pół krwi Brazylijczyka Petera De Vilbisa, który wdaje się w romans z córką potężnego magnata naftowego Fallon Carrington (Pamela Sue Martin). W ostatniej odsłonie losów słynnej mafijnej rodziny Corleone – Ojciec chrzestny III (The Godfather: Part III, 1990) w reż. Francisa Forda Coppoli zagrał postać Fredericka Keinsziga, nazywanego „bankierem Boga”, głównego księgowego banku watykańskiego w Szwajcarii, który wraz z Don Licio Lucchesi i arcybiskupem Gildayem próbuje oszukać rodzinę Corleone. Później wystąpił w teledysku do piosenki Madonny „Erotica” (1992), a także pojawił się w książce Madonny Sex (1992).
W dramacie Ludwig 1881 (1993) po raz drugi zagrał Ludwika II, króla Bawarii. Wziął udział w komedii Die 120 Tage von Bottrop (1997), będącej ekscentrycznym hołdem dla dni niemieckiej twórczości filmowej Rainera Wernera Fassbindera. Przez drugą połowę lat 90. koncentrował się głównie na produkcjach europejskich, grając w filmach reżyserowanych przez Christopha Schlingensiefa i Yvesa Boisseta. W 1997 Quentin Tarantino umieścił w swoim filmie Jackie Brown archiwalne materiały filmowe z dreszczowca policyjnego Wściekły pies (La belva col mitra, 1977), gdzie Berger wcielił się w postać pozbawionego skrupułów bandyty nazwiskiem Nanni Vitali, który po ucieczce z więzienia planuje wielki skok, i podziękował Bergerowi w napisach końcowych za jego występ.
W 2000 ukazała się jego autobiografia zatytułowana po prostu „Ja, autobiografia” (Ich, die Autobiografie). W 2012 Schwarzkopf & Schwarzkopf Verlag opublikował książkę o jego życiu pt. Helmut Berger - A Life in Pictures, zawierającą wiele niepublikowanych wcześniej zdjęć z jego życia i filmów oraz eseje w języku niemieckim, angielskim, włoskim i francuskim. Książka została dobrze przyjęta przez prasę.
W 2007 otrzymał honorową nagrodę specjalną Teddy na festiwalu filmowym w Międzynarodowym Festiwalu Filmowym w Berlinie. W dreszczowcu Iron Cross (2009) zagrał Shragera / Voglera, starzejącą się postać uważaną za starego dowódcę SS odpowiedzialnego za mordowanie Żydów podczas II wojny światowej. Wziął udział w teledysku Neny, zatytułowanym „Besser gehts nicht” (2013), promującym jej album Du bist gut. We francusko-belgijskim dramacie biograficznym Saint Laurent (2014) pojawił się jako Yves Saint Laurent w 1989.
Po kilku atakach zapalenia płuc Berger ogłosił rezygnację z aktorstwa w listopadzie 2019 i stwierdził, że pozostałe lata chce spędzić z dala od publiczności.

## Życie prywatne
Berger jawnie mówił o swoich skłonnościach biseksualnych. W marcu 1976 po śmierci Viscontiego Berger przeżył głęboki kryzys osobisty i finansowy. W pierwszą rocznicę śmierci Viscontiego, 17 marca 1977 uciekał się nawet do prób samobójczych, uzależnił się od narkotyków, a także miał problemy z nadużywaniem alkoholu.
Był częstym gościem wielu talk shows, gdzie udzielał wywiadów na tematy takie jak jego związek z Marisą Berenson (1973), z którą rzekomo chciał się żenić, w lipcu 1970 byli razem na okładce magazynu „Vogue”. Opowiadał o erotycznych przygodach z Biancą i Mickiem Jaggerem, aktorem Tabem Hunterem, Nathalie Delon, Elizabeth Taylor, Ursulą Andress (1975), Jerry Hall, aktorką Marisa Mell (1976-78), brazylijskim piosenkarzem i aktorem Edy Starem i innymi gwiazdami rocka lat 70. i 80. Do jego kochanków należał także Rudolf Nuriejew, o czym pisze w swojej autobiografii, i Miguel Bosé.
19 listopada 1994 poślubił włoską scenarzystkę Francescę Guidato, jednak doszło do separacji. W 2004 Berger przeniósł się z Rzymu do Salzburga, gdzie zamieszkał z matką aż do jej śmierci w 2009. Zaprzeczył jednak o pogłoskach o trudnej sytuacji finansowej. Ogłosił także, że przestał zażywać narkotyki.
Od lipca do września 2015, przez zaledwie dziewięć tygodni, był w związku małżeńskim z o 37 lat młodszym projektantem Florianem Wessem, dopuszczając się bigamii i będąc wciąż w związku ze swoją żoną. Ich małżeństwo zakończyło się publicznym skandalem, gdy ujawniono, iż Berger w filmie dokumentalnym Helmut Berger, Actor (2015) zarejestrował scenę masturbacji.

### Śmierć
Zmarł 18 maja 2023 w Salzburgu w wieku 78 lat.

## Filmografia

### Filmy
- 1967: Czarownice (Le streghe) jako młodzieniec w hoteluHelmut Berger w Rzymie w 1974.

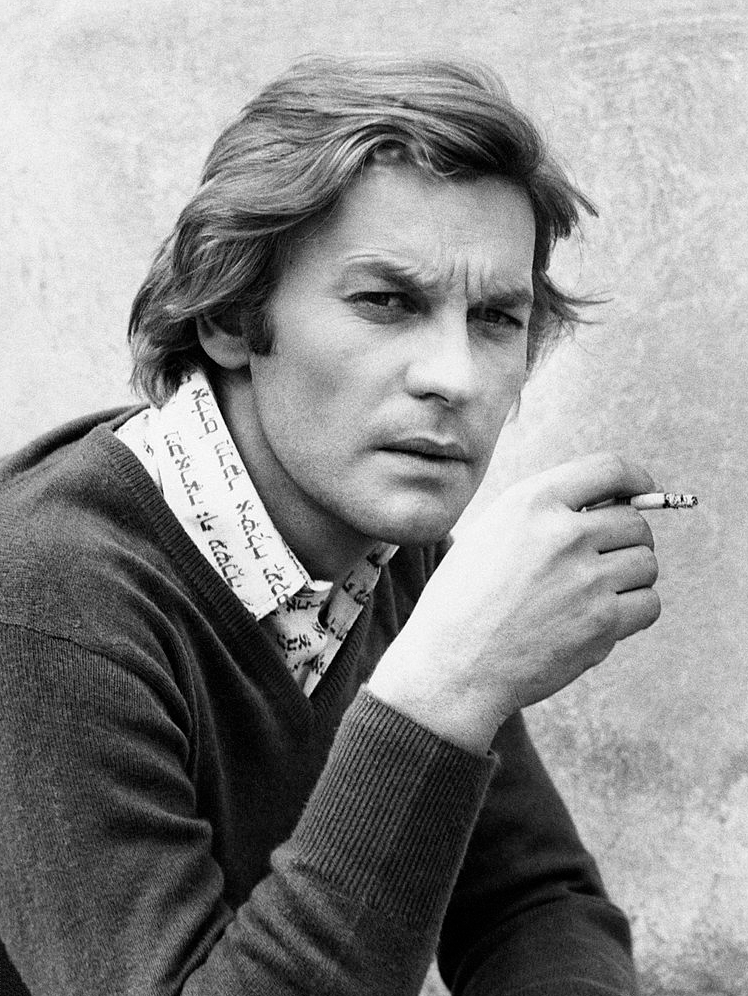
Helmut Berger w Rzymie w 1974.

- 1969: Zmierzch bogów (La caduta degli dei) jako Martin von Essenbeck
- 1983: Eroina jako Marco
- 1970: Ogród rodziny Finzi-Continich (Il giardino dei Finzi-Contini) jako Alberto
- 1970: Portret Doriana Graya (Dorian Gray) jako Dorian Gray
- 1971: Piękny potwór (Un beau monstre) jako Alain
- 1972: Ludwig jako Ludwik
- 1974: Portret rodzinny we wnętrzu (Gruppo di famiglia in un interno) jako Konrad Huebel
- 1975: Romantyczna Angielka (The Romantic Englishwoman) jako Thomas
- 1976: Salon Kitty jako Helmut Wallenberg
- 1977: Wściekły pies (La Belva col mitra) jako Nanni Vitali
- 1990: Ojciec chrzestny III (The Godfather: Part III) jako Frederick Keinszig
- 1993: Ludwik 1881 (Ludwig 1881) jako Ludwik II
- 1997: Die 120 Tage von Bottrop (Ultimo taglio)
- 1997: Jackie Brown jako Nanni Vitali
- 2003: Honey Baby jako Karl
- 2013: Paganini: Uczeń diabła (The Devil's Violinist) jako lord Burghersh
- 2014: Saint Laurent jako Yves Saint Laurent w 1989

### Filmy TV
- 1993: Boomtown jako Richard Schwarzer
- 1997: Teo jako Signor Mastrovito
- 2005: Damals warst Du still jako Fabian Plessen

### Seriale TV
- 1980: Fantomas jako Fantômas
- 1983-1984: Dynastia jako Peter De Vilbis

## Nagrody i nominacje
| Rok  | Nagroda                                        | Kategoria                                 | Film                  | Rezultat  |
| ---- | ---------------------------------------------- | ----------------------------------------- | --------------------- | --------- |
| 1969 | Stowarzyszenie Nowojorskich Krytyków Filmowych | Najlepszy aktor drugoplanowy              | Zmierzch bogów (1969) | Nominacja |
| 1970 | Złoty Glob                                     | Najbardziej obiecujący nowy aktor         | Zmierzch bogów (1969) | Nominacja |
| 1973 | David di Donatello                             | Nagroda specjalna                         | Ludwig (1972)         | Wygrana   |
| 1973 | Niemiecka Nagroda Filmowa                      | Najlepszy występ aktora pierwszoplanowego | Ludwig (1972)         | Nominacja |
| 2007 | 57. Międzynarodowy Festiwal Filmowy w Berlinie | Nagroda za całokształt twórczości         | –                     | Wygrana   |
| 2016 | Nagroda International Cinephile Society        | Najlepszy aktor drugoplanowy              | Saint Laurent (2014)  | Nominacja |
| 2017 | Festiwal Najlepszych Aktorów Filmowych         | Najlepsza obsada                          | Timeless (2016)       | Wygrana   |

## Publikacje
- Helmut Berger, Holde Heuer: Ich, Die Autobiographie. Ullstein, 1998. ISBN 978-3-550-06969-7.
- Paola-Ludovika Coriando: Helmut Berger – Ein Leben in Bildern. Schwarzkopf & Schwarzkopf, 2012. ISBN 978-3-89602-872-3.
- Helmut Berger, Holde Heuer: Helmut Berger, autoportrait. Seguier, 2015. ISBN 978-2-84049-691-5.